# شيبلوي سفلي (بل دشت)
شيبلوي سفلي هي قرية في مقاطعة بل دشت، إيران. يقدر عدد سكانها بـ 244 نسمة بحسب إحصاء 2016.